# 벤 & 제리스

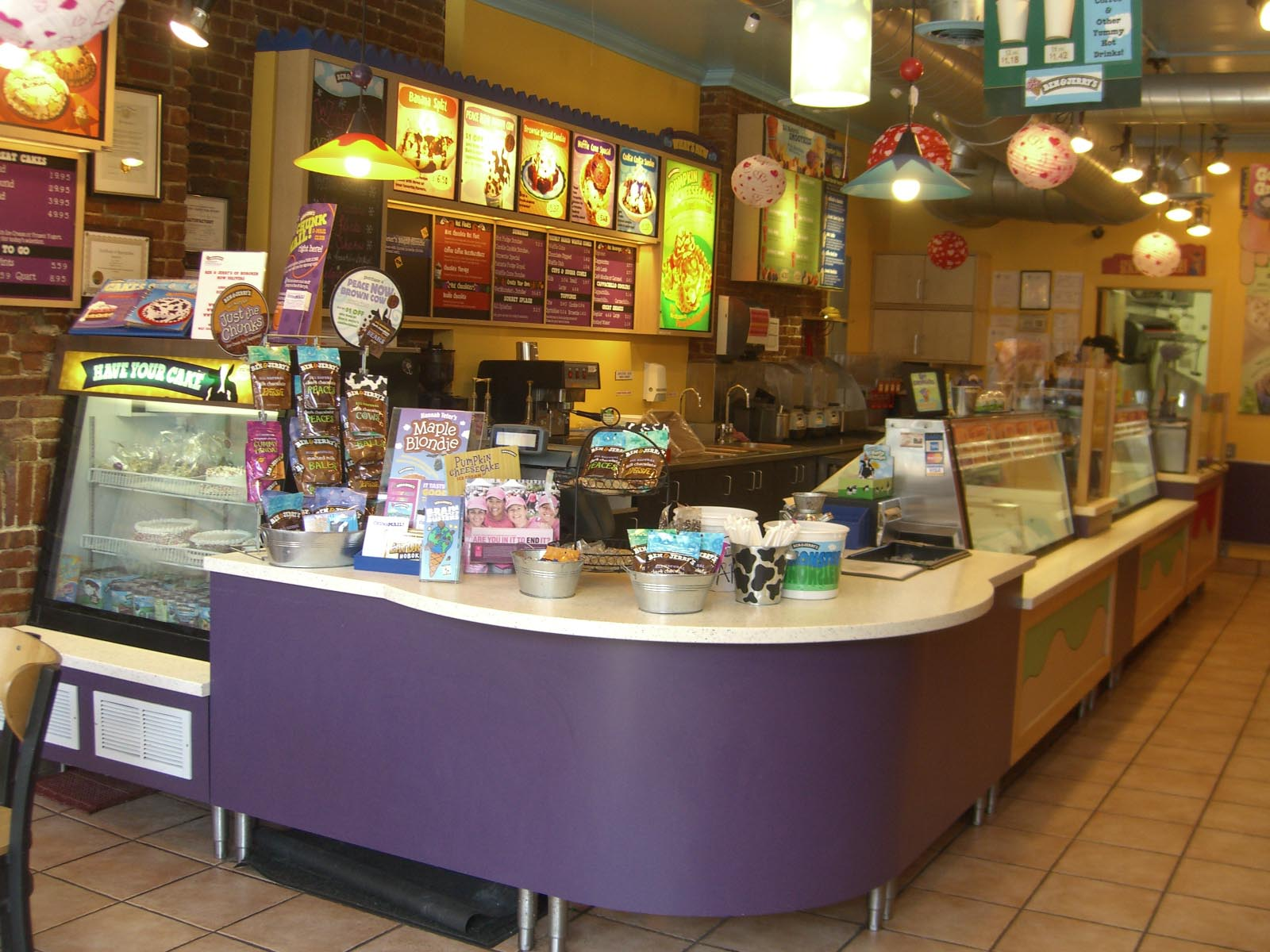
뉴저지에 있는 벤 & 제리스 매장

벤 & 제리스(Ben & Jerry's)는 미국의 아이스크림 제조 회사로, 영국-네덜란드계 기업인 유니레버의 자회사이다.

## 개요
버몬트주 사우스벌링턴에 본사를, 워터베리에 주 공장을 두고 있으며, 아이스크림을 비롯해 프로즌 요구르트, 셔벗 등을 생산한다.

## 역사
1977년 오랜 친구인 벤 코언과 제리 그린필드가 펜실베이니아 주립 대학교 유제품 공장에서 아이스크림 제조에 관한 수업을 듣고, 1978년 5월 5일 12,000 불의 자본금으로 벌링턴에 매장을 열었다. 1979년부터 매년 봄에 ‘공짜 아이스크림콘의 날’ 행사를 벌이며, 지구의 날과 일정을 겹쳐 잡기도 한다.

## 같이 보기
- 배스킨라빈스
- 하겐다즈